# Memory Almost Full
Memory Almost Full is het veertiende studio-album van Paul McCartney uit 2007.
McCartney stond altijd al garant voor vrolijke liedjes en dat is ook hier weer het geval. Dat is in dit geval merkwaardig, omdat het album is opgenomen gedurende de periode dat de echtscheidingsperikelen met Heather Mills hoog opliepen.

## Bezetting
Bijna alle instrumenten die te horen zijn worden bespeeld door McCartney zelf, behalve in "Only Mama Knows", "You Tell Me", "Vintage Clothes", "That Was Me", "Feet In The Clouds" en "House of Wax".
- Paul Wickens- toetsen;
- Rusty Anderson – gitaar;
- Brian Ray – basgitaar;
- Abe Laboriel jr. – drums

## Tracklist
Alle nummers zijn geschreven door Paul McCartney.

### CD 1
1. Dance Tonight - 2:54
2. Ever Present Past - 2:57
3. See Your Sunshine - 3:20
4. Only Mama Knows - 4:17
5. You Tell Me - 3:15
6. Mr. Bellamy - 3:39
7. Gratitude - 3:19
8. Vintage Clothes - 2:22
9. That Was Me - 2:38
10. Feet in the Clouds - 3:24
11. House of Wax - 4:59
12. End of the End - 2:57
13. Nod Your Head - 1:58

### CD 2 (bonus)
1. In Private - 2:08
2. Why So Blue - 3:11
3. 222 - 3:38
4. Audiocommentaar: Paul praat over de muziek van Memory Almost Full - 26:04

## Trivia
- Het album is opgenomen in diverse studio’s, waaronder die van Abbey Road Studios;